# Marie Rennotte
Marie Rennotte, nacida como Jeanne Françoise Joséphine Marie Rennotte, (Lieja, Bélgica, 1852 - São Paulo, Brasil, 1942) fue una médica, profesora y activista por los derechos de la mujer brasileña con nacionalidad belga y brasileña. Primera mujer de São Paulo en obtener un título de médico. Es recordada por su trabajo para mejorar las opciones educativas y de atención médica de las mujeres y los derechos de las mujeres al empleo y la ciudadanía. También es reconocida como una de las que definieron el pensamiento feminista en Brasil durante el siglo XIX.

## Biografía
Rennotte nació el 11 de febrero de 1852 en fr cerca de Lieja, Bélgica. Después de graduarse en 1873 de la École normale de Liège (Escuela Normal de Lieja), continuó su educación en París. En 1874, obtuvo un certificado para enseñar educación primaria de la Société pour l'Instruction Élémentaire (Sociedad para la Educación Primaria) y al año siguiente, aprobó el examen requerido por el gobierno francés para comenzar a enseñar.

### Carrera profesional
Al recibir su certificación, Rennotte aceptó un puesto en Mannheim, Alemania, donde impartió cursos de francés durante tres años. En mayo de 1878, llegó a Río de Janeiro, Brasil, para trabajar como institutriz. Permaneció allí trabajando como tutora privada y enseñando en escuelas privadas, incluido el Colegio Werneck (Werneck College), una escuela de niñas dirigida por Ana Isabel Peixoto de Lacerda Werneck. Rennotte enseñó dibujo, francés y alemán, y escritura en el Colegio Werneck hasta 1882, cuando fue contratada por la misionera Martha Watts de Kentucky para enseñar en el recién fundado Universidad Metodista de Piracicaba (Piracicabano College) en Piracicaba .

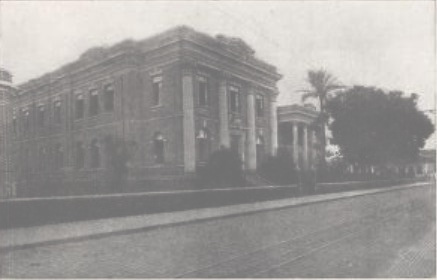
Colégio Piracicabano, ca. 1928

El internado de niñas implementó principios innovadores para la educación de las mujeres, en lugar de la educación típica disponible en ese momento que preparaba a las niñas para las esferas doméstica y social. Defendiendo la coeducación y la igualdad de género, ofreció un plan de estudios completo, que incluía cursos de idiomas, literatura, matemáticas, filosofía y ciencias naturales y físicas. Las clases también estaban abiertas a los niños, según el abogado pt envió a cuatro de sus hijos allí y animó a otros a hacerlo. La calificación inicial de Rennotte para el puesto, según Watts, fue su habilidad para hablar francés. Durante el siglo XIX, el francés fue el idioma universal y el acceso a la literatura clásica, como las obras de Byron, Goethe o Schiller, solo estaba disponible en Brasil a través de traducciones al francés. Contratada como profesora de botánica, La metodología de enseñanza de Rennotte combinó diversos elementos incorporando lecciones sobre las enseñanzas de Auguste Comte, Jean-Jacques Rousseau y Herbert Spencer con la teoría pedagógica basada en Fröbel y Pestalozzi . Rennotte rechazó el método de memorización que se usaba anteriormente en las escuelas brasileñas, y  requirió que sus estudiantes dieran respuestas razonadas y completas a las preguntas. También enseñó francés, anatomía, química, física, geografía e historia general, utilizando libros de texto en francés, y promovió actividades extracurriculares al fundar una sociedad literaria y un museo de historia natural. El objetivo de la escuela, dado que a las instituciones privadas no se les permitía emitir diplomas en ese momento, era preparar a los estudiantes para la educación superior en escuelas o universidades normales. Aunque los métodos del Colégio Piracicabano contaron con el apoyo de abolicionistas, masones y políticos progresistas como Prudente Morais Barros y su hermano Manuel, hubo facciones antiliberales y ultramontanistas que se opusieron agresivamente a la escuela. En 1883, las Hermanas de San José, que operaban el Colégio de Nossa Senhora do Patrocínio (Colegio Nuestra Señora del Patronato) en Itu, comenzaron una campaña para desacreditar el alejamiento de la educación tradicional para las mujeres. Como Watts no hablaba bien el portugués, Rennotte se convirtió en la portavoz del Colégio Piracicabano, defendiendo sus métodos educativos en una serie de artículos escritos para la Gazeta de Piracicaba (Gazeta de Piracicaba). También publicó artículos en A Mensageira (El Mensajero), A Província de São Paulo (Provincia de São Paulo), Correio Paulistano, Diário Popular (El Diario del Pueblo), Município (El Municipio) y O Estado de São Paulo (Estado de São Paulo). Watts actuó como administradora de la escuela, mientras que en los informes anuales a la Sociedad Misionera de la Mujer Metodista, Rennotte recibió gran parte del crédito por dirigir los planes de estudio y mejorar la reputación del Colégio Piracicabano.
Al final del período de 1886, Rennotte se fue al extranjero para estudiar nuevos métodos de enseñanza en los Estados Unidos y Francia, consiguiendo libros de texto y otros materiales para sus clases de ciencias. Al regresar a São Paulo, en agosto de 1887, se enteró de que el Inspector Literario de Educación, Abílio Vianna, había presentado un informe de que la coeducación de la escuela y su falta de instrucción sobre la religión católica violaban la Ley de Educación de 1854.La legislatura estatal rechazó el informe, permitiendo que la escuela continuara, e incitando a Rennotte a comenzar a ofrecer clases nocturnas de química y física, abiertas a cualquier ciudadano que quisiera participar. En 1888, Rennotte comenzó a colaborar con Josefina Álvares de Azevedo, fundadora de la nueva revista feminista A Família . Al escribir artículos sobre el analfabetismo y las costumbres de las mujeres que las mantenían enclaustradas en el hogar, equiparó la posición de la mujer en la sociedad brasileña con la esclavitud, denunciando el servilismo degradante de sus vidas. También argumentó que educar a las mujeres era esencial para preparar a los menores para sus roles sociales y deberes de ciudadanía.

### Lucha por los derechos de la mujer
Participó activamente en la lucha por los derechos de la mujer. Después de obtener sus credenciales de maestra en Bélgica y Francia, Rennotte enseñó durante tres años en Alemania antes de mudarse a Brasil como institutriz. Dando clases particulares y enseñando en una escuela de niñas, vivió en Río de Janeiro de 1878 a 1882. Contratada para enseñar en el estado de São Paulo,se mudó a Piracicaba, donde de 1882 a 1889 enseñó ciencias, desarrolló el plan de estudios y aumentó la reputación del Colégio Piracicabano. La escuela mixta era una institución innovadora que ofrecía educación igualitaria a niñas y niños. 
En 1889, Rennotte asistió a la Exposición Universal de París y, tras regresar brevemente a Brasil, partió en junio hacia Estados Unidos. Se matriculó en el Woman's Medical College of Pennsylvania en Filadelfia para estudiar medicina, habiendo recibido fondos de becas autorizadas por Prudente Morais Barros, gobernadora electa del estado de São Paulo. Ese diciembre de ese mismo año un cambio legal otorgó la ciudadanía a los extranjeros que residían permanentemente en Brasil permitiendo que su naturalización como brasileños. Se graduó en 1892, convirtiéndose en una de las primeras mujeres de São Paulo en obtener un título de médico.
Entre 1893 y 1895, Rennotte estudió en el Hospital Hôtel-Dieu de París, completando su residencia y especialización en obstetricia y ginecología con estudios en neonatología, así como afecciones de la piel y enfermedades de transmisión sexual . De regreso a Brasil en 1895, el 26 de marzo Rennotte defendió su tesis Influência da educação da mulher sobre a medicina social (Influencia de la educación de la mujer en la medicina social) ante un jurado de la Facultad de Medicina y Farmacia de la Universidad de Río de Janeiro, validando su título y permitiéndole ejercer la medicina en el país. Su tesis evaluó el impacto de las prácticas sociales en la salud de las mujeres, como el hecho de que los médicos eviten discutir la anatomía de las mujeres con sus pacientes y los efectos negativos de las tendencias de la moda como usar corsés y zapatos demasiado pequeños. Logró obtener la validación de su diploma en Brasil, y pocos meses después de regresar a São Paulo, fue admitida en la Sociedad de Medicina y Cirugía de São Paulo, recientemente fundada.
De 1895 a 1899, Rennotte dirigió la unidad de obstetricia y maternidad del Hospital de Sao Paulo. Atendió a pacientes tanto en el hospital como en la atención de partos en hogares privados donde ayudó a dar a luz a bebés. Como directora, recaudó fondos para el hospital y creó salas para atender a pacientes quirúrgicos y mujeres pobres que no eran pacientes de maternidad. Durante este tiempo, continuó publicando artículos sobre temas de mujeres y salud para A Mensageira y fue objeto de un artículo publicado en el primer número de la Revista Literaria Dedicada à Mulher Brasileira. En 1899 renunció a su trabajo en el Hospital de Maternidad para dedicar su tiempo a la investigación y trabajos cívicos. Abrió su propia práctica cerca de la Praça da Sé (Plaza de la Santa Sede), desde donde dispensaba medicinas a las comunidades pobres e inmigrantes. Consiguió una gran clientela y fue invitada a hablar en varias conferencias médicas.

En 1901, fue admitida como miembro de la rama de São Paulo del Instituto Histórico y Geográfico de Brasil.Realizó una investigación en la consulta de la Santa Casa da Misericórdia sobre los efectos del cloroformo como anestésico de 1906 a 1910. Luego viajó a Europa para estudiar cómo establecer una sucursal de la Cruz Roja en São Paulo .En 1912  a su regreso, fundó la sucursal local, abrió una escuela de formación de enfermeras y comenzó una campaña para fundar el primer hospital infantil en São Paulo. Continuó practicando la medicina hasta mediados de la década de 1920, se involucró cada vez más durante la década de 1920 a 1930  en el movimiento feminista internacional y las conferencias científicas. Uno de sus discursos fue en el comienzo de la clase de 1900 en el Woman's Medical College of Pennsylvania, donde se unió a Emily Blackwell, Anne Walter Fearn, Anna M. Fullerton, Aletta Jacobs y Ellen Sandelin, entre otras, abogando por la aceptación internacional. de las mujeres en las profesiones médicas. En 1901, después de ser admitida como miembro de la sucursal de São Paulo del Instituto Histórico y Geográfico Brasileño cuatro años más tarde se convirtió en socia de la Associação Médica Beneficente (Asociación Médica Benevolente) operada por Arnaldo Vieira de Carvalho pt, uno de los médicos más reconocidos de Brasil del período. También en 1905, se convirtió en miembro de la Associação Feminina Beneficente e Instrutiva (Asociación de Mujeres Benevolentes e Instructivas), una organización fundada por Anália Franco, que creó guarderías y escuelas, dirigió talleres de formación profesional y estableció orfanatos. para ayudar a las mujeres pobres y trabajadoras en todo el estado de São Paulo.

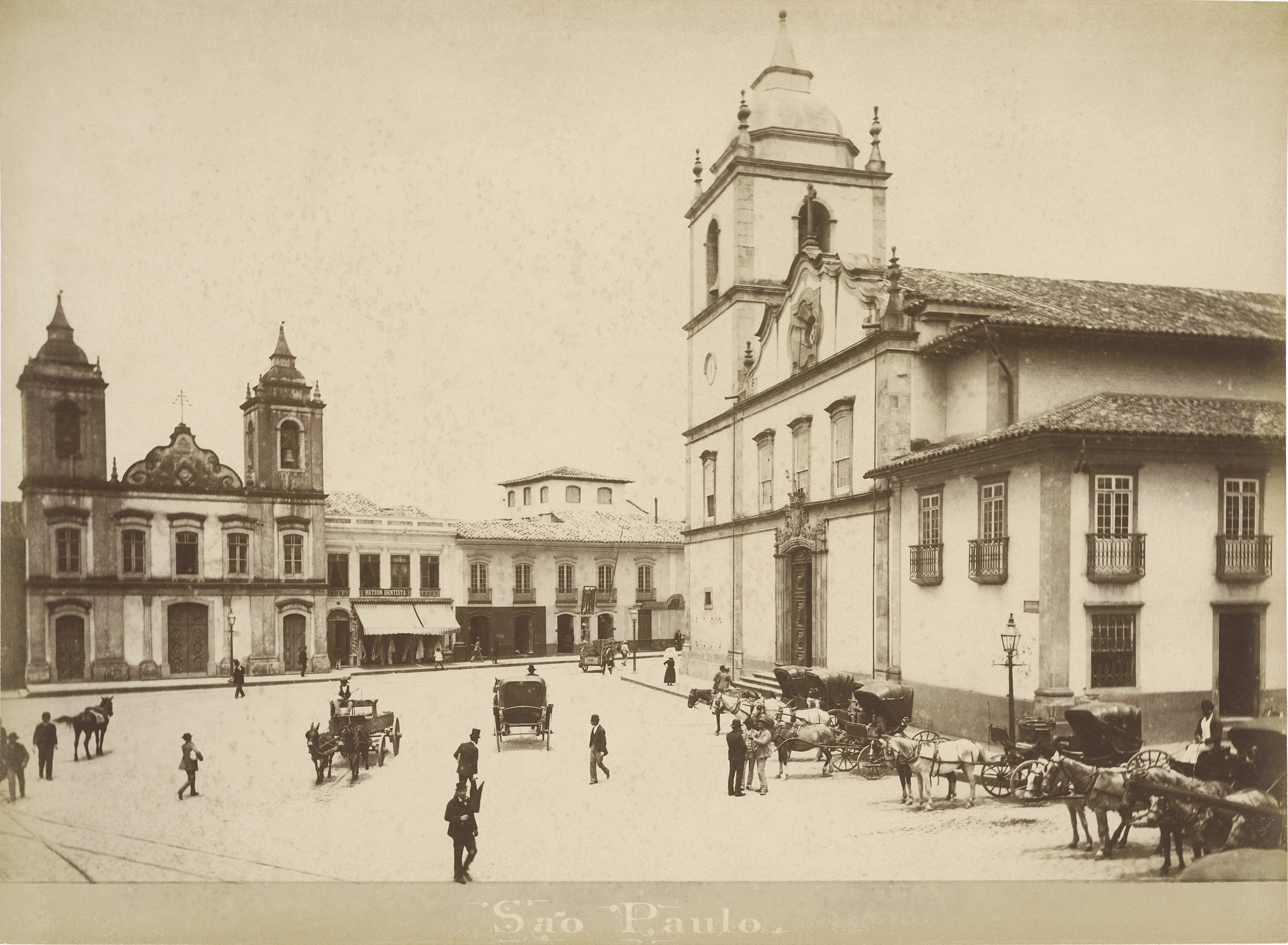
Praça da Sé, ca. 1880, de Marc Ferrez

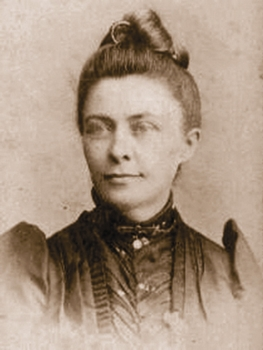
Martha Watts

En 1906, Rennotte realizó una investigación con Vieira de Carvalho en la Cirugía de la Santa Casa da Misericórdia sobre los efectos del cloroformo como anestésico. Presentó sus hallazgos en 1910 a la Sociedad de Medicina y Cirugía de São Paulo. Casi al mismo tiempo, la Sociedad de Medicina y Cirugía le encargó que fuera a Europa para evaluar la organización de la Cruz Roja Brasileña . Después de visitar las instalaciones de la Cruz Roja en Francia y Alemania, Rennotte regresó a São Paulo y fundó la sucursal de São Paulo de la Cruz Roja Brasileña el 5 de octubre de 1912. El mismo año, fundó una Escuela de Enfermería Práctica en la Santa Casa de Misericórdia, que ofreció diversas clases que incluyeron formación profesional, formación de voluntariado y cursos de primeros auxilios. Posteriormente la escuela se trasladó a la sede de la Cruz Roja en la calle Líbero Badaró. También en 1912, Rennotte presionó para la creación de un hogar de convalecencia para los pobres y un hospital para niños. Aunque el hogar de convalecientes nunca se realizó, ella inició una campaña pidiendo a estudiantes y ciudadanos acomodados de São Paulo que donaran un tostão pt (centavo) por mes a la causa. Tras la aprobación del plan por parte del Secretario de Asuntos Internos del Estado, se colocaron cajas de recolección en las escuelas de todo el estado. En 1918, se donaron terrenos en Heliópolis, se recaudaron 9.500 Rs $ y se inició la construcción del Hospital de Crianças (Hospital Infantil), el primer hospital infantil del país. En la década de 1960, el Hospital de Crianças de São Paulo pasó a formar parte de la red hospitalaria y centro de formación pediátrica de la Facultad de Medicina de la Universidad de São Paulo, en funcionamiento hasta 1983.
Durante la Primera Guerra Mundial, Rennotte capacitó a personas voluntarias de la Cruz Roja y durante la pandemia de gripe de 1918 viajó por todo el estado de São Paulo brindando ayuda médica y humanitaria. Se le concedió la Cruz al Mérito de Prusia por sus esfuerzos, que donaría en 1935 al Colégio Piracicabano.
En 1922 en Río de Janeiro, participó en el Primer Congreso Feminista Internacional organizado por Federação Brasileira pelo Progresso Feminino, una afiliada de la Alianza Internacional por el Sufragio Femenino . Como parte de una gira por América del Sur, Carrie Chapman Catt asistió al Congreso y luego fue a São Paulo con Rennotte para ayudarla a fundar la Aliança Paulista pelo Sufrágio Feminino (Alianza Paulista para el Sufragio de las Mujeres). Rennotte fue elegida vicepresidente de la organización.
Cuando 5.000 civiles resultaron heridos durante la Revuelta Paulista de 1924, instaló una sala de hospital en Brás en el Teatro Colombo porque los hospitales no podían proporcionar suficientes camas.
Continuó participando activamente en conferencias científicas, reuniones y grupos cívicos hasta 1935. En 1938, el periodista Mário Guastini presentó una petición a la Asamblea Legislativa de São Paulo solicitando una pensión para Rennotte. Se le concedió una suma vitalicia de 1.000 ₢ debido a su pobreza y enfermedad, habiendo perdido la vista y el oído. Rennotte murió el 21 de noviembre de 1942 en São Paulo y fue enterrada en el Cemitério dos Protestantes . Aunque la cobertura de la guerra dominó la prensa, su muerte se relató durante varios días con reminiscencias escritas por miembros prominentes de la sociedad. Es recordada por su papel en la mejora del acceso a las oportunidades educativas y de atención médica de las mujeres, así como por los derechos de las mujeres al empleo y la ciudadanía.

## Reconocimientos
- De 1882 a 1925, Rennotte publicó artículos sobre la benevolencia, la educación, la medicina y los problemas de la mujer.[43] Junto con otras escritoras feministas como Narcisa Amália, pt, Júlia Cortines pt, Maria Clara da Cunha Santos, pt, Revocata Heloísa de Melo pt,  Prisciliana Duarte de Almeida [pt),  Anália Franco, Júlia Lopes de Almeida, Zalina Rolim pt e Inés Sabino pt, Rennotte ayudó a desarrollar el marco del pensamiento feminista del siglo XIX en Brasil.[3]
- En 2001,Nelly Martins Ferreira Candeias  pt, presidenta electa y primera mujer presidenta del Instituto Histórico y Geográfico de São Paulo, organizó un homenaje en honor al centenario del ingreso de Rennotte a la organización.[42]